# Geografia temporal
Geografia temporal ou geografia do espaço-tempo é o campo das ciências humanas que trata do estudo do fator temporal nas atividades espaciais humanas.
Possui suas raízes no geógrafo Sueco Torsten Hägerstrand que destacou o fator temporal nas atividades humanas no espaço. 'O caminho do espaço tempo, escrito por Hägerstrand, mostra o movimento de um indivíduo no ambiente espaço-temporal com as restrições colocadas nele por estes fatores. Três categorias de restrições impostas foram identificadas por Hägerstrand:
1. Autoridade - limitação do acesso a determinados lugares ou domínios a alguns indivíduos, imposta pelos proprietários ou autoridades.
2. Capacidade - limitação no movimento dos indivíduos, baseada em sua natureza. Por exemplo, o movimento é restringido por fatores biológicos, como a necessidade de comida, bebida e sono.
3. Cooperação - restrição de um indivíduo ligada a outros, ancorando-o a uma localidade onde interage com outros indivíduos para realizar tarefas.

Os métodos associados à geografia temporal foram criticados por um por vários geógrafos pós-modernistas e feministas..